# 日本寫眞會
日本寫眞會（にほんしゃしんかい、Japan Photographic Society）は、1889年（明治22年）5月に榎本武揚を会長として設立された写真同好会である。
写真師、大学教授、技術者、商人など写真を研究・愛好する在日外国人24人、日本人32人により東京・木挽町商工会で発足した。榎本会長ほか、副会長に菊池大麓とウィリアム・スタージス・ビゲロー（のち岡部長職、渡辺洪基）、書記にウィリアム・K・バートン、石川巌(写真技術書の訳書多数)、委員には小川一真、江木松四郎（江木鰐水の孫で江木写真店創業者）、会計に浅沼藤吉（浅沼商会創業者）をはじめそうそうたる顔ぶれが並んだ。会員はほかに、小倉倹司、中島精一、江崎礼二、鹿島清兵衛などがいた。海外の新技法の紹介や、それらを使った作品の発表などを通して一般への写真知識の普及に大いに貢献した。
なお、1924年に設立された現存する写真同好会である日本写真会とは、同じ名称ではあるが無関係である。